# 威利 (科罗拉多州)
威利（英語：Wiley），是美国科罗拉多州普洛韦斯县下属的一座城市。建市于1909年1月28日，面积大约为0.349平方英里（0.905平方公里）。根据2010年美国人口普查，该市有人口405人。2011年估计该市有人口405人，相比2010年人口增长率为0.00%。同时，论人口该市是科罗拉多州第208大城市。